# 克罗科环形山

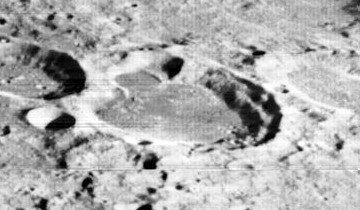
月球轨道器2号拍摄的朝南斜视图

克罗科环形山（Crocco）是月球背面南半球一座古老的大撞击坑，约形成于酒海纪，其名称取自意大利科学家、机械师及航空先驱加埃塔诺·阿图罗·克罗科（1887年-1968年），1970年被国际天文学联合会正式批准接受。

## 描述
该陨坑西侧毗邻采拉斯基环形山；西北靠近莱德陨石坑；科赫环形山坐落在北面；加拉维托环形山位于它的东面；霍普曼环形山则横亘在东南，智海坐落在克罗科环形山的东北。该陨坑的中心月面坐标为47°30′S 150°12′E / 47.5°S 150.2°E，直径67.50公里，深度为2.747公里。
克罗科环形山外观接近圆形，东南侧部分被卫星坑克罗科 G覆盖。陨坑外侧壁已被部分侵蚀，但整体边缘仍保持清晰。东北偏北坑壁上横跨着一座小陨坑，西南偏西侧壁则紧挨着卫星坑克罗科 R，内侧壁坡保留有阶地状结构的残迹。坑壁高出周边地形1270米，内部容积4001.92立方千米。
坑底西北部平坦而无特色，表面覆盖着玄武岩熔岩，一道凝固熔岩所构成的沟壑或壁崖该部分与其它地区分隔开；坑底的另半部分显示不太规则，包括东南部一圈高耸在熔岩地表之上，西北侧有一处峪口的小陨坑残壁，它在克罗科环形山内形成了一处月湾，一道山脊从该残坑的西侧壁一直延伸至克罗科环形山的西南内壁。

## 卫星陨石坑
按惯例，最靠近克罗科环形山的卫星坑在月图上以字母标注在该坑中心点的旁边。

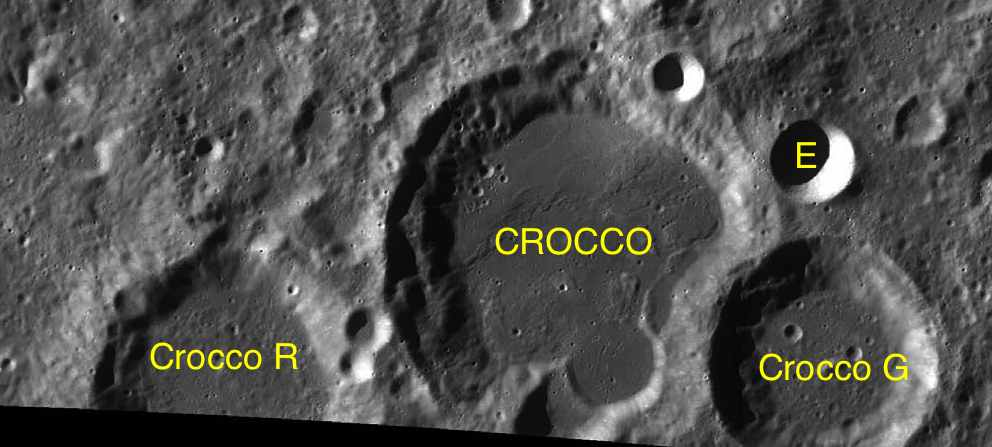
LAC-118 月图

| 克罗科 | 纬度     | 经度      | 直径      |
| ------ | -------- | --------- | --------- |
| E      | 46.37° S | 152.27° E | 14.16公里 |
| G      | 47.43° S | 152.52° E | 40.18公里 |
| R      | 47.43° S | 152.52° E | 48.10公里 |

## 另请参阅
- Andersson, L. E.; Whitaker, E. A. . NASA RP-1097. 1982.
- Blue, Jennifer. . USGS. July 25, 2007  [2007-08-05]. （原始内容存档于2018-12-25）.
- Bussey, B.; Spudis, P. . New York: Cambridge University Press. 2004. ISBN 978-0-521-81528-4.
- Cocks, Elijah E.; Cocks, Josiah C. . Tudor Publishers. 1995. ISBN 978-0-936389-27-1.
- McDowell, Jonathan. . Jonathan's Space Report. July 15, 2007  [2007-10-24]. （原始内容存档于2018-12-25）.
- Menzel, D. H.; Minnaert, M.; Levin, B.; Dollfus, A.; Bell, B. . Space Science Reviews. 1971, 12 (2): 136–186. Bibcode:1971SSRv...12..136M. doi:10.1007/BF00171763.
- Moore, Patrick. . Sterling Publishing Co. 2001. ISBN 978-0-304-35469-6.
- Price, Fred W. . Cambridge University Press. 1988. ISBN 978-0-521-33500-3.
- Rükl, Antonín. . Kalmbach Books. 1990. ISBN 978-0-913135-17-4.
- Webb, Rev. T. W.  6th revised. Dover. 1962. ISBN 978-0-486-20917-3.
- Whitaker, Ewen A. . Cambridge University Press. 1999. ISBN 978-0-521-62248-6.
- Wlasuk, Peter T. . Springer. 2000. ISBN 978-1-85233-193-1.